# Pablo Espinosa (actor)
Pablo Espinosa Doncel (Villajoyosa, Alicante; 10 de marzo de 1992) es un actor y cantante español. Es conocido principalmente por sus interpretaciones como Ramiro Castañeda en la telenovela española El secreto de Puente Viejo y como Tomás Heredia en la telenovela original de Disney Channel Latinoamérica, Violetta.

## Carrera
Su debut como actor se produjo en el año 2009, con la serie juvenil de Antena 3 Física o Química,
donde interpretó al personaje secundario Pablo Calleja, uno de los alumnos del Colegio Zurbarán.
Poco después inició su carrera internacional en Colombia, con su primer papel como protagonista en la superproducción histórica La Pola, de RCN y Sony Pictures, bajo la dirección de Sergio Cabrera.
En el año 2010 participa en la película Clara no es nombre de mujer, dirigida por Pepe Carbajo, estrenada en 2013.
Su trayectoria continuó con la serie El secreto de Puente Viejo, producción de Ida y Vuelta para Antena 3 TV, donde interpretó el papel de Ramiro Castañeda durante 180 capítulos.
En 2012 fue uno de los protagonistas juveniles en la serie musical Violetta, una coproducción de Disney Channel Latinoamérica, Europa, África y Oriente Medio, grabada en Argentina y donde Pablo ha demostrado su talento como cantante. En Violetta interpreta el papel de Tomas Heredia, un chico que ingresa en el Studio 21 y es quien enamora a la protagonista, Violetta (Martina Stoessel).
En 2013, Pablo fue uno de los competidores del programa de talento de la cadena de TV italiana Rai Uno Altrimenti ci arrabbiamo.
En 2014 participó en la serie de Antena 3, Bienvenidos al Lolita.
En 2015 vuelve a formar parte del elenco de El Secreto de Puente Viejo a partir del episodio 1138 tras casi cuatro años desde su primera aparición en la telenovela de Antena 3, hasta el episodio 1408 cuando vuelve a salir de escena.
En 2019 interpreta el personaje de Paul en el largometraje español Soul Man dirigido por Chema Ponze.

## Vida personal
Además de actor y cantante, Pablo es un gran aficionado al deporte. Ha jugado al fútbol, al baloncesto y practica equitación, esgrima y patinaje.

## Filmografía

### Televisión
| Año       | Título                     | Personaje                | Cadena         | Notas         | País      |
| --------- | -------------------------- | ------------------------ | -------------- | ------------- | --------- |
| 2009      | Física o Química           | Pablo Calleja            | Antena 3       | 19 episodios  | España    |
| 2010      | La Pola                    | Alejo Sabaraín (joven)   | Canal RCN      | 200 episodios | Colombia  |
| 2011-2017 | El secreto de Puente Viejo | Ramiro Castañeda Pacheco | Antena 3       | 450 episodios | España    |
| 2012      | Violetta                   | Tomás Heredia            | Disney Channel | 80 episodios  | Argentina |
| 2014      | Bienvenidos al Lolita      | Camilo Ortiz             | Antena 3       | 8 episodios   | España    |

### Cine
| Año  | Título                       | Personaje | País   |
| ---- | ---------------------------- | --------- | ------ |
| 2012 | Clara, no es nombre de mujer | Elías     | España |
| 2019 | Soul Man                     | Paul      | España |

### Teatro
| Año       | Título               | Personaje  | País   |
| --------- | -------------------- | ---------- | ------ |
| 2007-2008 | Las brujas del Salem | Apariencia | España |
| 2017-2018 | Tebas Land           | Màrtin     | España |

### Programa de televisión
| Año  | Título                   | Rol        | País   |
| ---- | ------------------------ | ---------- | ------ |
| 2013 | Altrimenti ci Arrabbiamo | Competidor | Italia |

### Doblaje
| Año  | Título                 | Personaje     | Notas          |
| ---- | ---------------------- | ------------- | -------------- |
| 2016 | Ozzy                   | Mike          | Voz de doblaje |
| 2019 | El Principe Encantador | Prìncipe azul | Voz de doblaje |

## Discografía
Bandas sonoras
- 2012: Violetta [12]
- 2012: Cantar es lo que soy [13]

## Premios y nominaciones
| Año  | Premio                        | Categoría                 | Producción | Resultado |
| ---- | ----------------------------- | ------------------------- | ---------- | --------- |
| 2012 | Kids' Choice Awards Argentina | Actor favorito            | Violetta   | Ganador   |
| 2013 | Kids' Choice Awards México    | Actor favorito de reparto | Violetta   | Nominado  |